# Protaxymyia
Genre
Protaxymyia est un genre d'insectes diptères nématocères de la famille des Axymyiidae.

## Liste d'espèces
Selon BioLib (20 mars 2020) :
- Protaxymyia melanoptera Mamaev & Krivosheina, 1966
- Protaxymyia sinica Yang, 1993
- Protaxymyia thuja Fitzgerald & Wood, 2014